# Juan 3:16
 Juan 3, 16 (capítulo 3, versículo 16 del Evangelio de Juan) es uno de los versículos más citados de la Biblia y uno de sus fragmentos más famosos. En el protestantismo se le llama también «el Evangelio en pocas palabras».

Porque de tal manera amó Dios al mundo que ha dado a su Hijo Unigénito, para que todo aquel que en él cree no se pierda, mas tenga vida eterna.
Juan 3:16 - Reina-Valera-1960

## Contexto bíblico

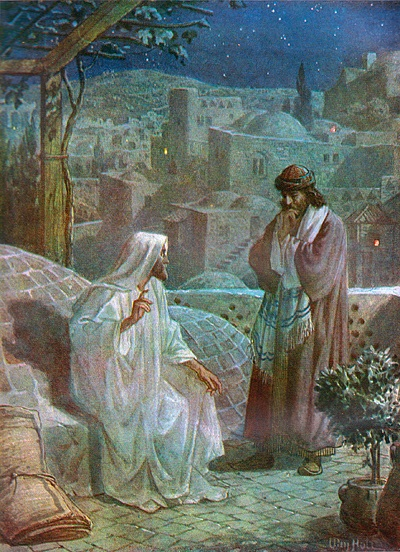
Jesús habla a Nicodemo por William Hole.

El versículo ocurre en la narrativa del Nuevo Testamento, en el tercer capítulo del Evangelio de Juan, que pone por marco la ciudad de Jerusalén. Nicodemo, miembro del consejo regente (sanedrín), llega de noche a hablar con Jesús, a quien llama rabí. Los milagros de Jesús han convencido a Nicodemo de que Jesús es enviado de Dios. En respuesta, Jesús respondió: “De cierto, de cierto te digo, que el que no naciere de agua y del Espíritu, no puede entrar en el reino de Dios" (Juan 3, 5-6). Juan 3, 16 se construye sobre la lección de Jesús a Nicodemo: que creer en Jesús es necesario para la vida eterna.

## Traducciones
El versículo en el original griego dice:
Οὕτως3779 γὰρ1063 ἠγάπησεν25 ὁ3588 Θεὸς2316 τὸν3588 κόσμον2889, ὥστε5620 τὸν3588 Υἱὸν 5207 τὸν3588 μονογενῆ3439 ἔδωκεν1325, ἵνα2443 πᾶς3956 ὁ3588 πιστεύων4100 εἰς1519 Αὐτὸν846 μὴ3361 ἀπόληται622 ἀλλ᾽235 ἔχῃ2192 ζωὴν2222 αἰώνιον166
Lo cual puede ser traducido literalmente como:
Porque de tal manera amó Dios al mundo, que ha dado a su Hijo unigénito, para que todo aquel que en él cree, no se pierda, mas tenga vida eterna.
Una muestra representativa de traducciones publicadas de la Biblia lo vierte así. (Hay que anotar que ya que este es tal vez el versículo más conocido, muchas traducciones han tratado de mantener una versión tradicional).
| Siglo y características distintivas                                      | Traducción                    | Juan 3, 16 |
| ------------------------------------------------------------------------ | ----------------------------- | --- |
| I Griego                                                                 | Original koiné                | Οὕτως γὰρ ἠγάπησεν ὁ Θεὸς τὸν κόσμον, ὥστε τὸν Υἱὸν τὸν μονογενῆ ἔδωκεν, ἵνα πᾶς ὁ πιστεύων εἰς Αὐτὸν μὴ ἀπόληται ἀλλ᾽ ἔχῃ ζωὴν αἰώνιον. Houtōs gar ēgapēsen ho Theos ton kosmon, hōste ton Huion ton monogenē edōken, hina pas ho pisteuōn eis Auton mē apolētai all᾽ echē zōēn aiōnion. |
| II Siriaco                                                               | Biblia peshitta               | ܗܟܢܐ ܓܝܪ ܐܝܝܩ ܐܠܗܐ ܠܥܠܡܐ ܐܝܟܢܐ ܕܠܒܪܗ ܝܚܝܕܝܐ ܢܬܠ ܕܟܠ ܡܢ ܕܡܗܝܡܢ ܟܗ ܠܐ ܢܐܟܙ ܐܠܐ ܢܗܘܘܢ ܠܗ ܝܚܐ ܕܠܥܠܡ܀ Hāḵanā gér ʼaḥeḇ ʼalāhā lʻālmā ʼaykanā dlaḇreh yḥyḏāyā yetel dkul man damhaymen beh lā naḇaḏ élā nehwuwn leh ḥayé dalʻālam.                                                              |
| IV Latín                                                                 | Vulgata                       | Sic enim Deus dilexit mundum, ut Filium suum unigenitum daret: ut omnis qui credit in eum, non pereat, sed habeat vitam æternam. |
| XIV Inglés medio                                                         | Biblia de Wyclif              | For God louede so the world that he ȝaf his oon bigetun sone, that ech man that beliueth in him perische not, but haue euerlastynge lijf. |
| XVI Protestante en Inglés                                                | Biblia de Tyndale             | For God so loveth the world, that he hath given his only son, that none that believe in him, should perish: but should have everlasting life. |
| XVI Protestante en español                                               | Biblia del Oso                | Porque de tal manera amó Dios àl mundo, q̃ aya dado à ſu Hijo Vnigenito: para q̃ todo aquel q̃ en el cree, no ſe pierda, mas aya vida eterna. |
| XVII, Base para las futuras traducciones en español                      | Biblia del Cántaro            | Porque de tal manera amó Dios àl mundo, q̃ aya dado à ſu Hijo unigenito: para q̃ todo aquel q̃ en el cree, no ſe pierda, mas aya vida eterna. |
| XVIII, Católico, traducido directo del Latín                             | Biblia de Scío                | Porque de tal manera amó Dios al mundo, que dio a su Hijo unigénito; para que todo aquel que cree en él, no perezca, sino que tenga vida eterna. |
| XIX, Equivalencia formal                                                 | Reina Valera 1865             | Porque de tal manera amó Dios al mundo, que haya dado a su Hijo unigénito; para que todo aquel que en él creyere, no se pierda, mas tenga vida eterna. |
| XX, Equivalencia formal, la más conocida y la más usada por protestantes | Reina Valera 1960             | Porque de tal manera amó Dios al mundo, que ha dado a su Hijo unigénito, para que todo aquel que en él cree, no se pierda, mas tenga vida eterna. |
| XX, Equivalencia formal, católica                                        | Biblia de Jerusalén 1967      | Porque tanto amó Dios al mundo que dio a su Hijo único, para que todo el que crea en él no perezca, sino que tenga vida eterna. |
| XX, Equivalencia formal, protestante                                     | La Biblia de las Américas     | Porque de tal manera amó Dios al mundo, que dio a su Hijo unigénito, para que todo aquel que cree en Él, no se pierda, mas tenga vida eterna. |
| XX, Equivalencia dinámica, ecuménica                                     | Dios Habla Hoy                | Pues Dios amó tanto al mundo, que dio a su Hijo único, para que todo aquel que cree en él no muera, sino que tenga vida eterna. |
| XX, Equivalencia dinámica, católica                                      | Biblia Latinoamericana        | "¡Así amó Dios al mundo! Le dio al Hijo Único, para que quien cree en él no se pierda, sino que tenga vida eterna." |
| XX, Intermedia, más vendida                                              | Nueva Versión Internacional   | Porque tanto amó Dios al mundo que dio a su Hijo unigénito, para que todo el que cree en él no se pierda, sino que tenga vida eterna. |
| XXI, Equivalencia formal                                                 | Nueva Biblia de las Américas  | »Porque de tal manera amó Dios al mundo, que dio a Su Hijo unigénito, para que todo aquel que cree en Él, no se pierda, sino que tenga vida eterna. |
| XXI, Paráfrasis                                                          | Traducción en lenguaje actual | »Dios amó tanto a la gente de este mundo, que me entregó a mí, que soy su único Hijo, para que todo el que crea en mí no muera, sino que tenga vida eterna. |
| XXI, Equivalencia dinámica                                               | Nueva Traducción Viviente     | »Pues Dios amó tanto al mundo que dio a su único Hijo, para que todo el que crea en él no se pierda, sino que tenga vida eterna. |
| XXI, Intermedia, actualización al español moderno                        | Reina Valera Contemporánea    | »Porque de tal manera amó Dios al mundo, que ha dado a su Hijo unigénito, para que todo aquel que en él cree no se pierda, sino que tenga vida eterna. |
| XXI, Equivalencia moderadamente formal                                   | Reina Valera Actualizada 2015 | »Porque de tal manera amó Dios al mundo, que ha dado a su Hijo unigénito para que todo aquel que en él cree no se pierda mas tenga vida eterna. |
| XXI, Traducción textual                                                  | Biblia Textual IV             | Porque de tal manera amó DIOS al mundo, que dio a su Hijo Unigénito, para que todo aquel que en Él cree, no se pierda, mas tenga vida eterna. |

## Sentido y sintaxis
Las traducciones recientes de los eruditos han luchado especialmente con el adverbio griego οὕτως (houtos), que tradicionalmente ha sido traducido simplemente como "de tal manera" como en "de tal manera amó" en la RV.
Los teólogos Gundry y Howell creen que el sentido y sintaxis del griego Οὕτως…ὥστε hicieron probable que el autor del evangelio de Juan enfatice tanto en (a) el grado hasta el cual amó Dios al mundo como (b) la manera que Dios escogió para expresar ese amor enviando a su hijo. Gundry y Howell escriben que el término Οὕτως se refiere más frecuentementea la manera en que algo se hace (ver BDAG 741–42 s.v. οὕτω/οὕτως). Sin embargo, añaden que la cláusula ὥστε que sigue a Οὕτως implica el indicativo -queriendo decir que eso acentúa un real pero usualmente inesperado resultado. Concluyen que el sentido y sintaxis de la construcción griega se centra en la naturaleza del amor de Dios, refiriéndose a su modo, intensidad y extensión. Así mismo, enfatiza la grandeza del regalo que Dios ha dado.
Otro eruditos están de acuerdo en esta interpretación. "El 'de tal manera' (houtos) es un adverbio de grado que señala la cláusula que sigue y aquí sirve para expresar la idea de infinidad, un amor sin límites, que es completamente adecuado." "La construcción griega…enfatiza la intensidad del amor."
Esta comprensión del intento del original griego se refleja en varios comentarios y traducciones de eruditos como estos:
- "Porque Dios amó tanto al mundo que dio a su Hijo unigénito" (Schnackenburg).[10]
- "Sí, Dios amó tanto al mundo que dio al único Hijo" (Brown).[11]
- "Dios amó tanto al mundo que dio a su único Hijo" (NEB).
- "Dios amó tanto a la gente de este mundo que dio a su único Hijo" (CEV).
- "Porque Dios amó al mundo tanto que dio al único Hijo" (Beasley-Murray).[12]

Basados en su análisis de la estructura paralelística griega original de Juan 3:14–17, Gundry y Howell proporcionan la siguiente traducción inglesa mostrando la estructura gramatical del pasaje:

ESTRUCTURA PARALELÍSTICA DE JUAN 3:14–17

PRINCIPALES CLÁUSULAS (ACCIDENTALES)

CLÁUSULAS SUBORDINADAS (NO ACCIDENTALES)
Y así como Moisés levantó la serpiente en el desierto,
así también el Hijo del hombre tiene que ser levantado,
para que todo el que cree en él tenga vida eterna.
Pues Dios amó tanto al mundo,
que dio a su Hijo único,
para que todo aquel que cree en él no muera, sino que tenga vida eterna.
Porque Dios no envió a su Hijo al mundo
para condenar al mundo,
sino para salvarlo por medio de él.

## Más información

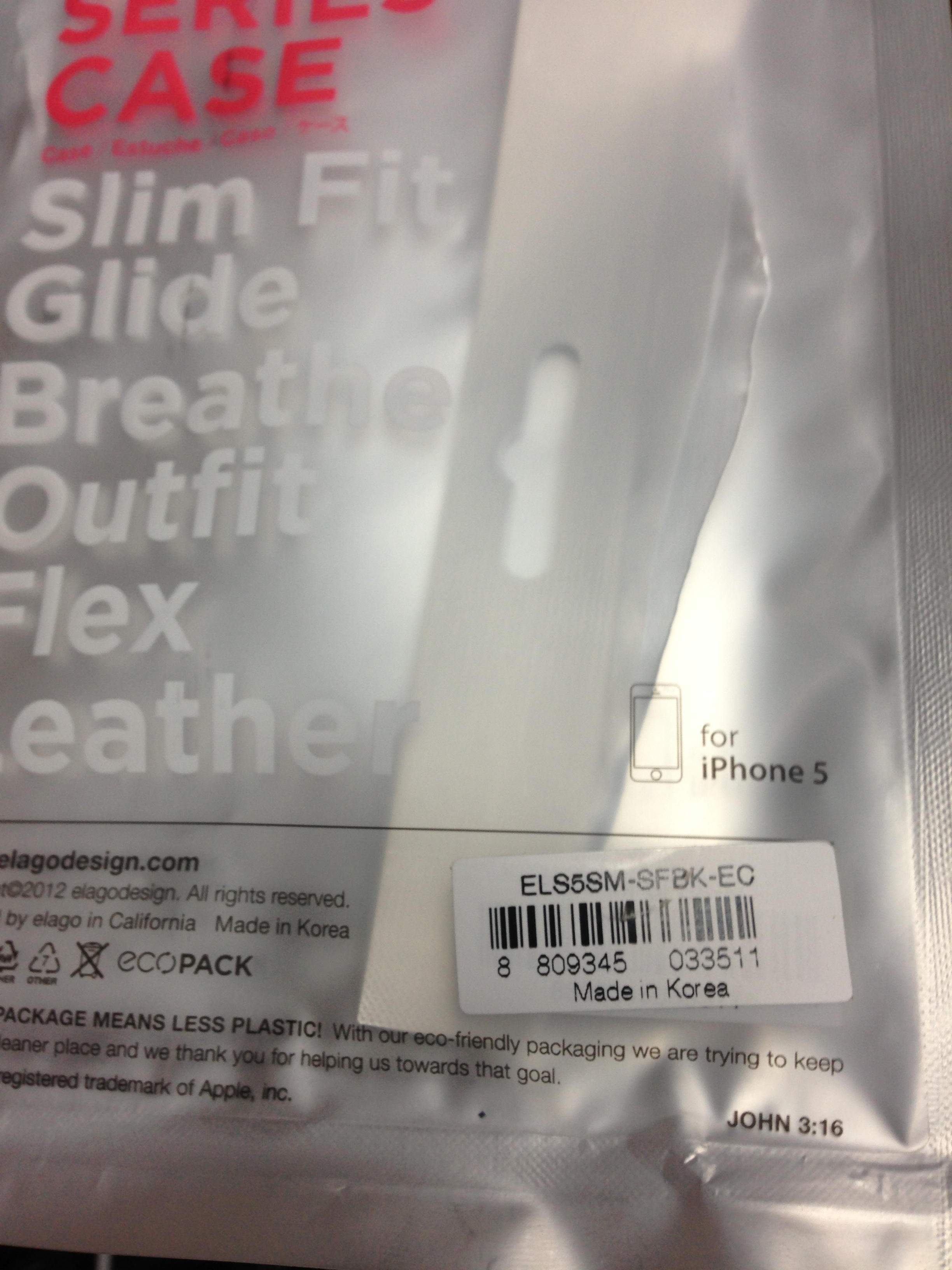
Juan 3, 16 impreso en la parte inferior de la bolsa de un estuche S5 Series.

Las traducciones de este versículo en distintos idiomas son parte familiar de las carátulas de las biblias Gedeón.
El texto del versículo está incorporado en la Divina Liturgia de san Juan Crisóstomo, el arzobispo de Constantinopla en el siglo IV, como parte de una oración que hace el celebrante. Esta liturgia divina todavía se usa comúnmente en la Iglesia ortodoxa y en el rito bizantino de la Iglesia católica.
Las diferentes traducciones difieren en si es una cita directa de Jesús o un comentario del narrador del evangelio.
El científico de la Computación Donald Knuth es autor de 3:16 Bible Texts Illuminated, en el cual examina la Biblia mediante un análisis del capítulo 3, versículo 16 de cada libro. Cada versículo es acompañado de su versión en arte caligráfico, hecho por un grupo de calígrafos conducidos por Hermann Zapf. 3:16 fue escogido por este pasaje clave en Juan. Otra obra de Knuth, Things a Computer Scientist Rarely Talks About, reproduce una serie de conferencias que dio en el MIT, centradas en el proceso de producción de su libro.
David Pawson desafió el significado e interpretación del versículo en su libro de 2007 Es Juan 3, 16 el evangelio?

## En la cultura popular

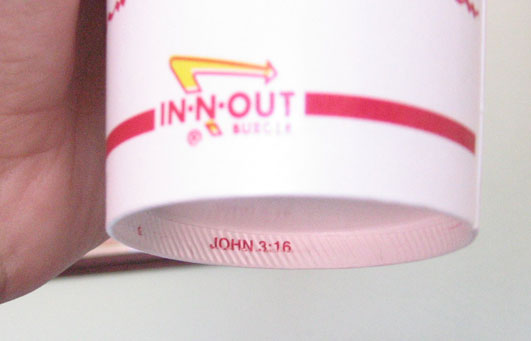
Juan 3, 16 impreso en la parte inferior de una taza de papel de In-N-Out Burger.

- La frase "Juan 3, 16" es muy corta y puede ser escrita discretamente en ubicaciones que no interfieren. En Estados Unidos, la cadena In-N-Out Burger la imprime en la parte inferior de sus tazas de papel, la cadena de ropa Forever 21 y Heritage (1981) la imprimen en la parte inferior de sus bolsas, y Tornado Fuel Saver la imprime sobre la caja.
- Algunas personas (como Rainbow Man) muestran la referencia en letras grandes en eventos deportivos, buscando la atención de los fanáticos, del personal que controla las pantallas gigantes de video y, si el juego es televisado, de la audiencia.[15]
- El jugador de fútbol americano Tim Tebow imprimió esta referencia (entre otras) en su ojo negro,  durante el Campeonato BCS de 2009.[16] Exactamente tres años después, el 8 de enero de 2012, se llevó a cabo el juego conocido como "El juego 3:16", donde Tebow lanzó para 316 yardas en la derrota sorpresiva contra los Pittsburgh Steelers; juego en el que las medidas 3, 16 y 31,6 también fueron notables, "Juan 3 16" se convirtió en la principal búsqueda de Google en los Estados Unidos.[17][18]
- Varios personajes reales y ficticios han parodiado la frase sustituyendo su propio nombre por "Juan", o haciendo que el versículo diga otra cosa. Un buen ejemplo es Stone Cold Steve Austin, cuyo ascenso a la fama estuvo marcado por su eslogan "Austin 3:16".
- El artista Paul Pfeiffer creó una pieza llamada "Juan 3, 16", en la que editó digitalmente grabaciones de un juego de baloncesto, de modo que la bola siempre permanece del mismo tamaño en medio del marco.
- "Juan 3, 16" ha sido usado como título de canciones de varios artistas como Wyclef Jean y DJ Muggs en Soul Assassins, Method Man en The Problem, y KatieJane Garside en The Ventriloquist.